# Lac de la Baignoire
Le lac de la Baignoire est un lac situé à l'ouest de la Grande Terre dans les îles Kerguelen des Terres australes et antarctiques françaises (TAAF).

## Géographie

### Situation
Le lac de la Baignoire est situé à l'extrémité occidentale de la Grande Terre et de la calotte glaciaire Cook, à environ 140 m d'altitude, dans une cuvette très encastrée dans une sorte de cirque naturel aux pieds du mont de la Faille (culminant à 812 m) et des Deux Cônes. Réniforme, il fait environ 1,1 km de longueur et 600 m de largeur maximales, et est alimenté par les eaux de pluie et de fonte des neiges des montagnes environnantes. Son court émissaire, situé à l'ouest, s'écoule sur environ 500 m avant de se jeter en cascade dans une anse de la baie du Noroît dans l'océan Indien.

### Toponyme
Le lac doit son nom – attribué en 1966 par la commission de toponymie des îles Kerguelen – à la topographie du site dans lequel il se trouve, évoquant une baignoire, tandis que le lac du Sabot, localisé à 1,5 km à l'est sur l'autre versant de la crête du mont de la Faille, prend lui aussi pour les mêmes raisons le nom d'un autre type de baignoire, la baignoire-sabot.